# Kombolokoura
Kombolokoura  est une localité du Nord de la Côte d'Ivoire, et appartenant au département de Korhogo, Région des Savanes. La localité de Kombolokoura est un chef-lieu de commune.